# Museo Ferroportuario Teodoro Nürnberg

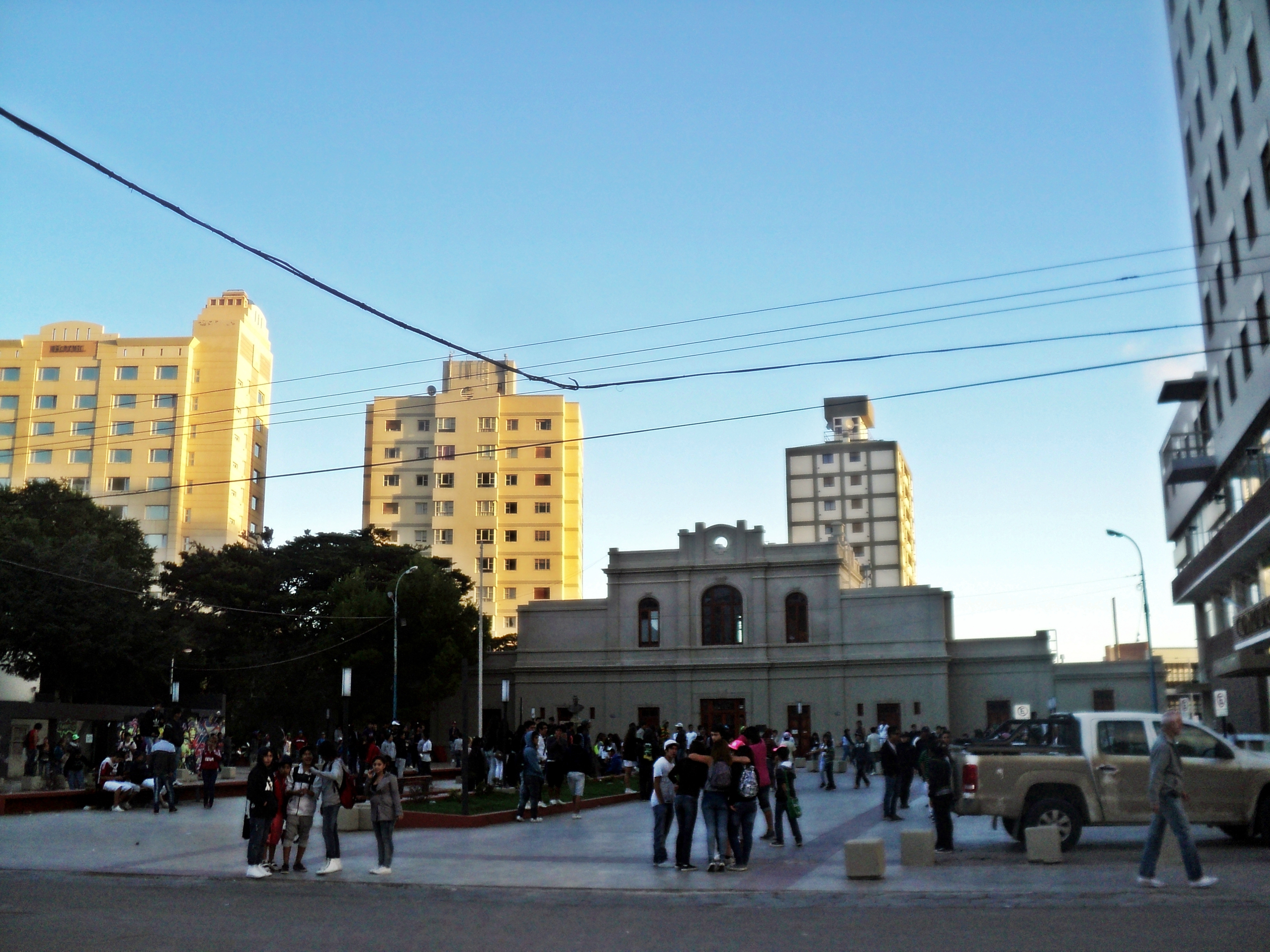
Hoy es un edificio del patrimonio histórico y su plazoleta lugar de reunión de la juventud desde su restauración y remodelación

Museo Ferroportuario Teodoro Nürnberg es un museo ubicado en el centro de la ciudad de Comodoro Rivadavia, Argentina. Está formado por seis salas de exposición que muestran a través de fotografías, planos, y otros objetos, aspectos históricos de la ciudad, relacionados con el Ferrocarril de Comodoro Rivadavia y el Puerto Antonio Morán. Su objetivo principal es mostrar el vínculo que tuvo el ferrocarril con el puerto.
El edificio en el cual se emplaza corresponde a la antigua Estación Comodoro Rivadavia del Ferrocarril de Comodoro Rivadavia. El museo funciona en la planta alta de la antigua estación. Además, allí mismo funcionan en el lugar la Agencia Comodoro Cultura y otras dependencias municipales y el Archivo Ferroportuario (desde marzo de 2004). 
El museo resguarda al edificio histórico de la exestación, considerado por la municipaldiad como el más antiguo de la ciudad.
A pesar de llevar mucho tiempo sin cumplir su función original, aun continúa recibiendo actos patrióticos e históricos en su plazoleta San Martín como en tiempos pasados.

## Toponimia
Al cumplirse 20 años de su fundación, se instauró el nombre del histórico fotógrafo  Teodoro Nürnberg. El intendente Juan Pablo Luque presidió el acto de aniversario que se llevó adelante con la presencia de miembros del gabinete municipal, concejales y la destacada artista Dolores Ocampo de Morón, además de familiares, amigos y alumnos de Teodoro Nürnberg.
En ese contexto, se estableció el nombre de Nürnberg al Museo Ferroportuario por iniciativa de los poderes Ejecutivo  se presentó el espacio “Cultura 360 Grados”, que propone una recorrida por imágenes históricas de Comodoro Rivadavia.

## Edificio

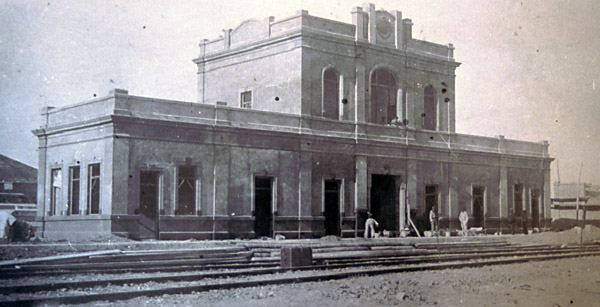
Vista del edificio hacia la década de 1910. El más antiguo de Comodoro Rivadavia

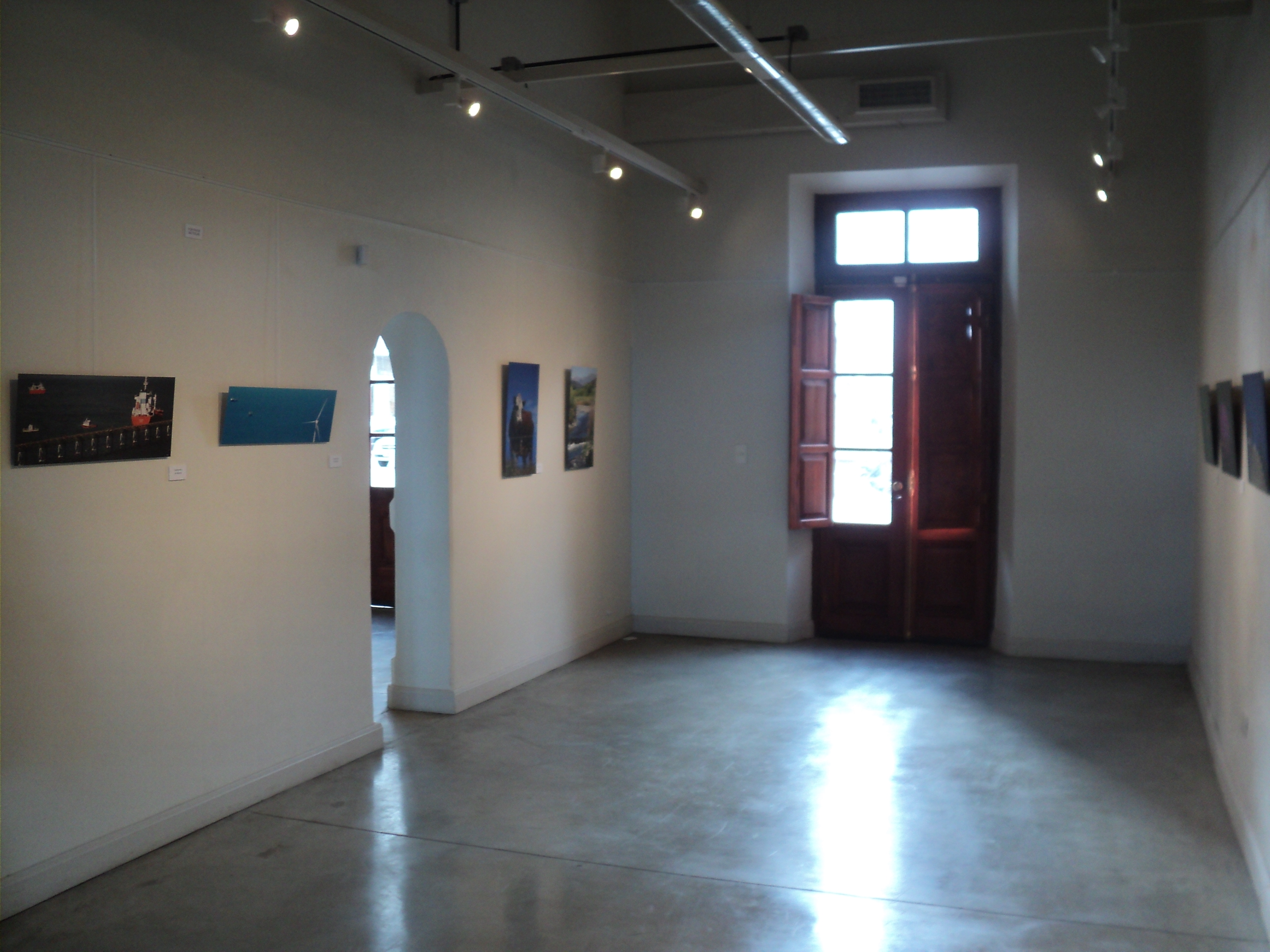
Nueva sección del museo inaugurada en 2012 usada para exposiciones

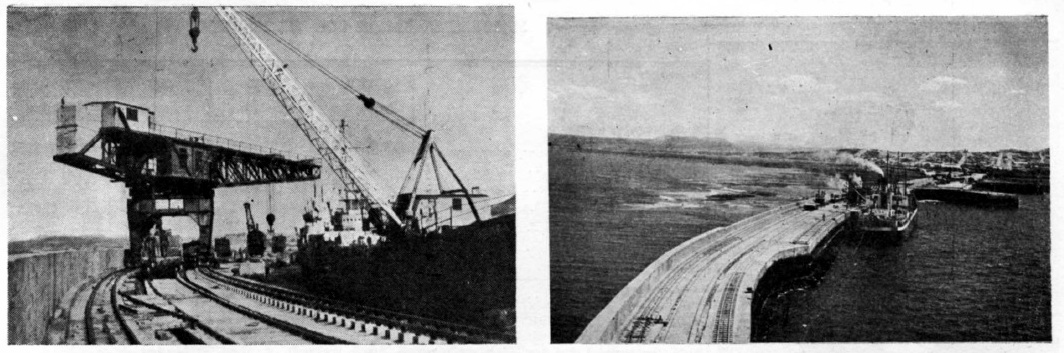
El puerto de Comodoro con gran cantidad de instalaciones ferroviarias

Las obras de construcción de esta estación comenzaron en el año 1910 y finalizaron en el 1912. La supervisión de su construcción estuvo a cargo de constructor Antonio Carrozi, usando los planos que habían sido diseñados en Buenos Aires.
Desde inicios de la década de los sesenta inicia el debate sobre el fin de este ferrocarril. El servicio se volvió molesto para comerciantes y vecinos del barrio Centro que reclaman que se desactive la estación Comodoro Rivadavia para agilizar todo el tránsito de una ciudad que vive el boom petrolero. 
Finalmente,1969 las tierras del ferrocarril fueron transferidas al municipio de Comodoro; pero el traspaso de nación al municipio se demora hasta principios de los setenta, por lo que las vías que atravesaban gran parte del barrio Centro fueron anuladas recién en esos años. Para compensar la pérdida de la estación creó una parada cerca del puerto, aun en el barrio Centro, pero solo en su entrada. La misma se mantuvo hasta la clausura del ferrocarril.
El ferrocarril dejó de funcionar completamente en 1978. Bajo la Ley n.° 20.973, se dispuso en 1986 la transferencia de las tierras y el edificio al Municipio de la ciudad. El edificio de la estación fue declarado Edificio de Interés Patrimonial por su alto contenido simbólico; tiene protección de entorno a través del proyecto, sitios como la torre de agua, casa de bomba, usina, taller, plataforma de giro de locomotoras, galpones de almacenamiento y plazoletas lindantes. En el año 1996, bajo la Ordenanza Nro. 5853/95 del Consejo de Representantes de la ciudad se decidió crear el Museo. Se inauguró el 14 de septiembre de 2001, mientras que el 9 de agosto de 2005 fue declarado Patrimonio Histórico de Comodoro Rivadavia.
La edificación tuvo su reconocimeinto nacional cuando fue declarada en 1997 patrimonio de interés histórico nacional.
Gracias a estas leyes se buscó proteger las plazoletas Scalabrini Ortiz y San Martín, recientemente fueron reinauguradas y restauradas junto con la restauración total de todo el edificio. A finales del 2012, el edificio fue restaurado.

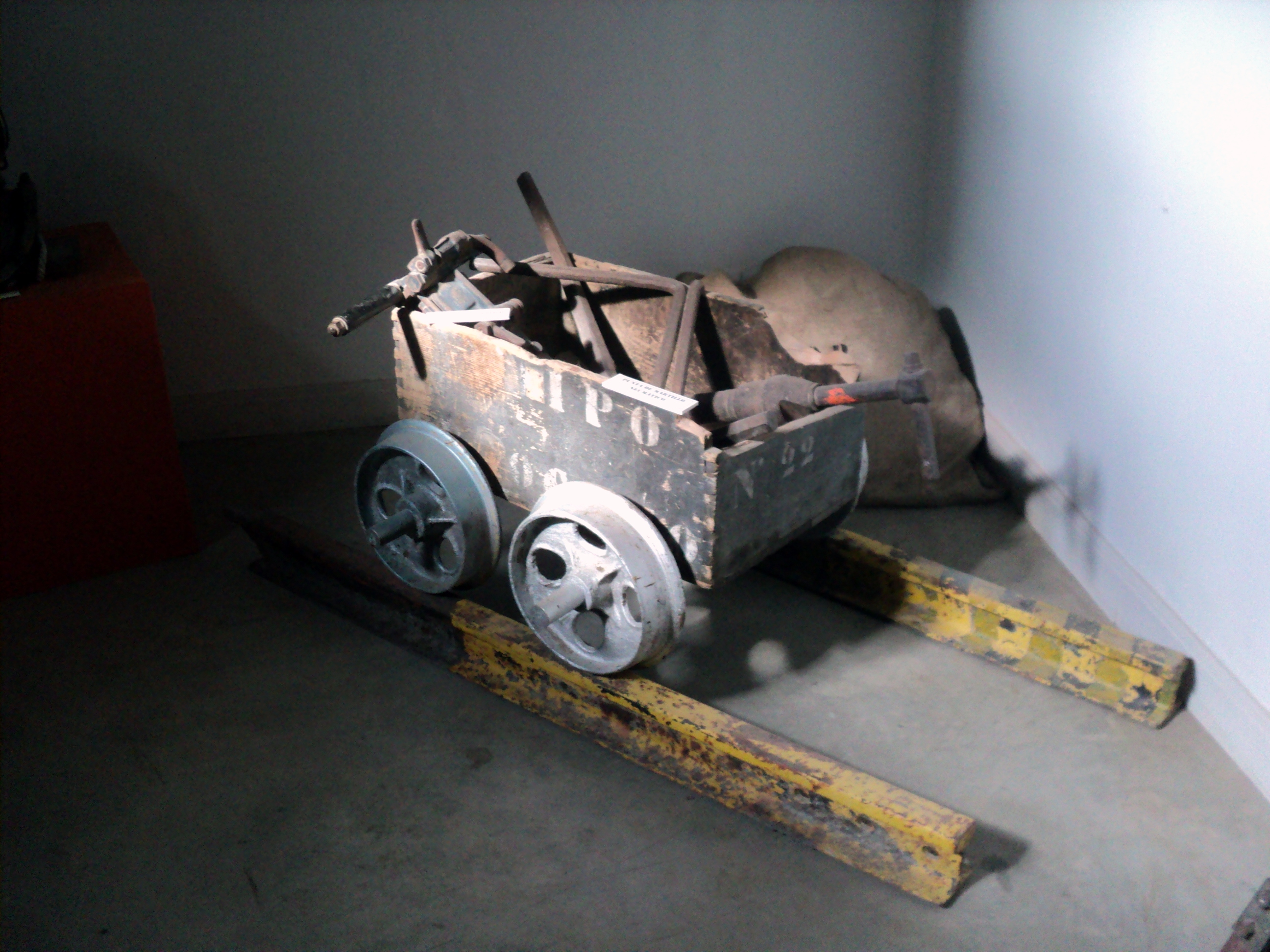
Zorrita usada en la construcción del puerto mediante vías auxiliares

## El museo
Tras la reciente restauración conserva su escalera original de madera que invita a fantasear en la década de 1910 con el sonido del crujido de la misma cuando se emprende la subida. En su interior residen objetos y fotografías resisten el paso del tiempo.
En la parte alta del museo aún se podía apreciar el reloj exterior de la vieja estación. Sus agujas se había clavado en el tiempo. Pero desde hace algunos años no se sabe el destino de este invaluable reloj.
Desde marzo de 2004 cuenta con un archivo ferroportuario, gracias a la tarea de rescatar el acervo documental del puerto Antonio Morán. Nació como un proyecto impulsado por la municipalidad bajo un convenio con administración portuaria para preservar el patrimonio histórico de la ciudad.

### Circuito histórico ferroportuario
El Circuito histórico ferroportuario es un paseo turístico que comprende construcciones relacionadas con el antiguo ferrocarril y el museo de la ciudad. El circuito incluye la ex usina del puerto (ubicada en Yrigoyen y Moreno) y comprende:
- Viviendas de empleados
- Galpones de almacenamiento.
- Aduana del puerto.
- Estación del ferrocarril.
- Torre de agua.
- Usina.
- Taller.
- Casa de bomba.
- Plataforma de giro de locomotoras.
- Parque Soberanía Nacional.
- Plazoleta Scalabrini Ortiz.
- Plazoleta Comisario Gral. Cores.
- La locomotora y vagón del ferrocarril.
- Grúa Titán.
- Muelle Maciel.[14]

### Circuito ferroportuario 2023
El circuito ferroportuario fue actualizado en 2023. Actualmente, es un recorrido histórico que integra distintas construcciones pertenecientes al ferrocarril y al puerto. Todos los componenetes están protegidos por ordenanza y trasmiten la importancia económica, cultural e histórica en la ciudad y la región:
- Museo Ferroportuario: En el edificio de la exestación ferroviaria. Es el edificio más antiguo de la ciudad, posee mapas y planos, objetos antiguos, fotografías, documentos y herramientas. Dentro del predio, se encuentra una antigua locomotora y un vagón de pasajeros.[16]
- Plaza Soberanía: Durante los primeros años de la actividad portuaria la Plaza Soberanía era conocida como “Jardín del Puerto", y comenzó a ser parquizada en 1923. El  ingeniero director del puerto, Enrique Ducós, cuidó de este lugar decorándolo con distintas plantas exóticas que traía de sus viajes. En 1974 se le designó el nombre de Plaza de la Soberanía en honor a la gesta de Malvinas.[17]

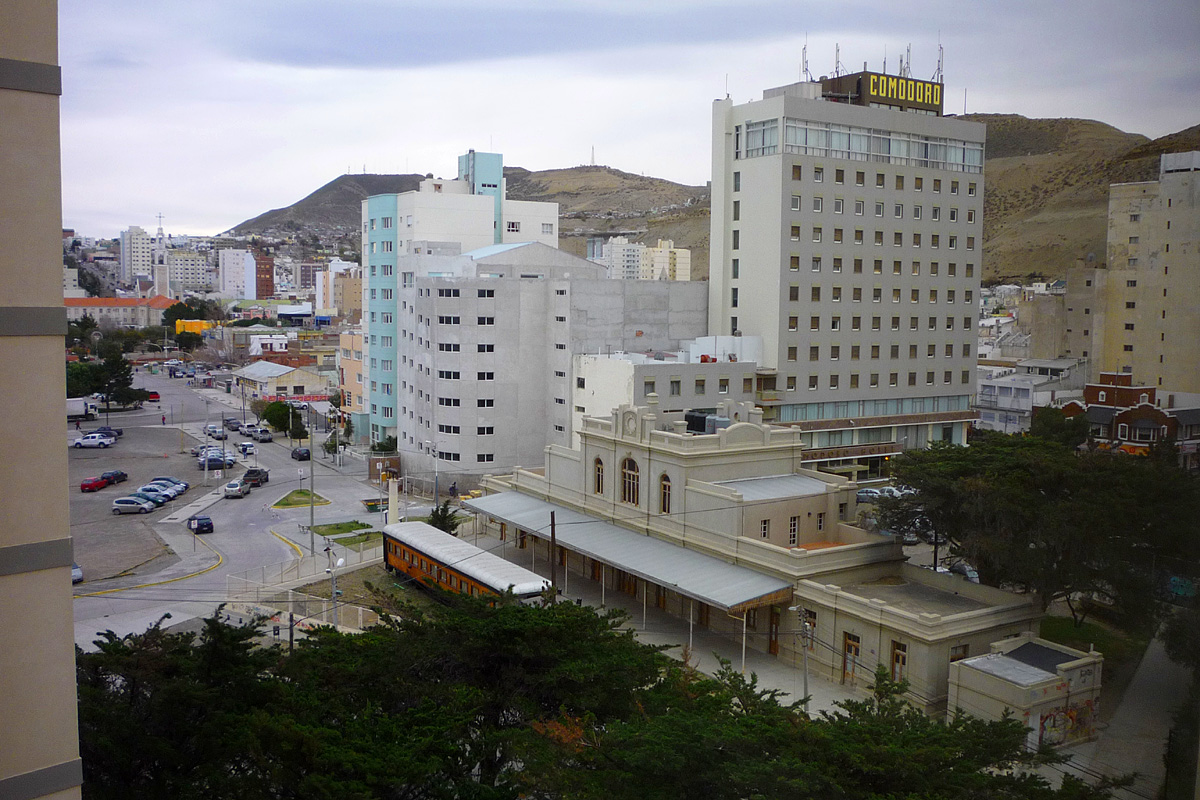
Imagen tomada desde el Lucania Palazzo Hotel hacia el Comodoro Hotel, y el Museo Ferroportuario Teodoro Nürnberg tras los trabajos de restauración.

- Centro de Exposiciones y Promoción Turística (C.E.P.Tur):edificio de la ex Usina de Comodoro Rivadavia, ubicada en el microcentro de la ciudad, forma parte del Área Histórica del Circuito Ferroportuario. En la actualidad se exhiben dos de los cuatro motores traídos desde el Puerto de Buenos Aires por Carters, Motor Krupp y Motor Carrell. Además, cuenta con tres salas: auditorio, sala de exposiciones y sala de reuniones en las que se desarrollan diferentes actividades culturales.[18]
- Plaza Scalabrini Ortiz: Se encuentra al lado de la Exestación de Ferrocarril y era el espacio verde perteneciente a la administración ferroviaria. En uno de los márgenes de la plaza, se conserva el Tanque de Agua de la estación, hoy utilizado para el mantenimiento de la misma.[19]

### Elementos en exposición
- Relojes antiguos
- Boletos ferroviarios
- Escafandras de buzo usadas para construir el puerto
- Fotos desde la fundación al cierre

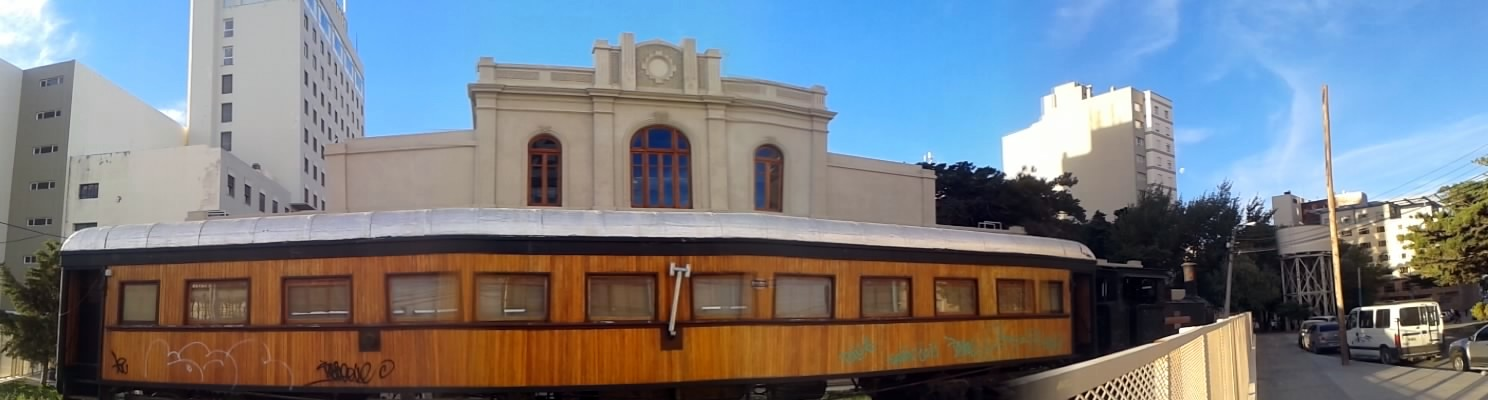
Vista del último tren y el último vagón de pasajeros en el museo ferroporturio. A la derecha del museo se observa la antigua torre que proveía agua a las locomotoras, hoy es usada para riego de la plaza.

- Mapas y planos
- Maquetas
- Locomotora
- Coche de pasajeros
- Zorra.[20]

## Galería de imágenes

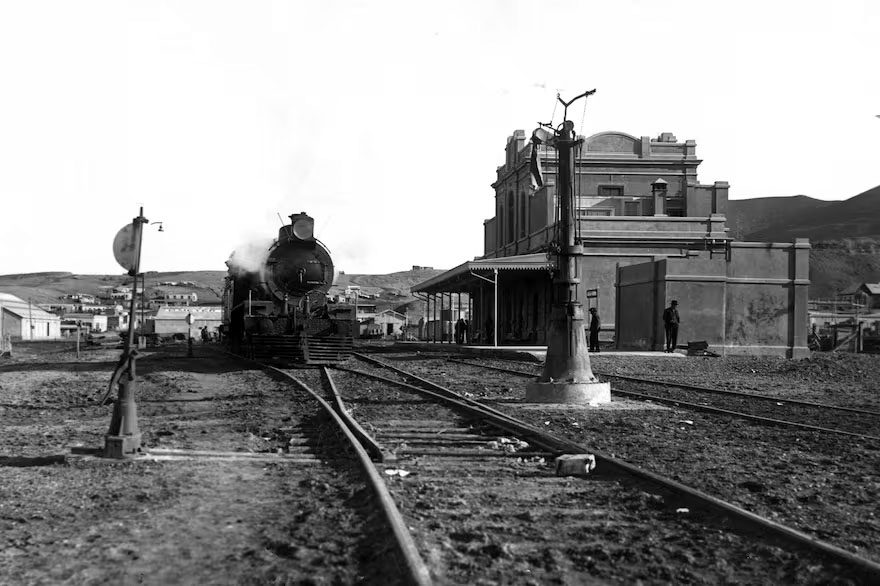
Otra vista de la estación en funcionamiento
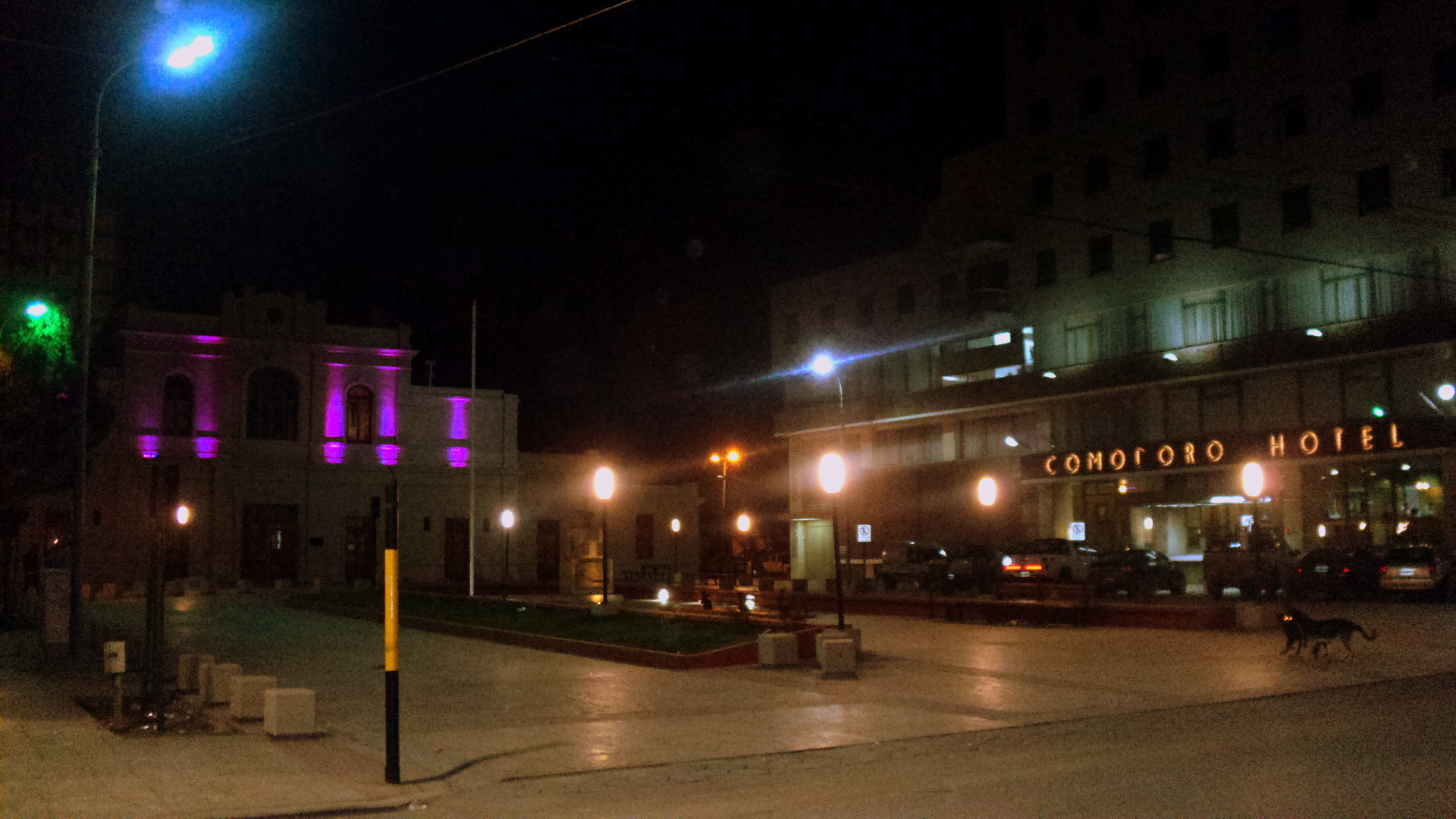
La ex estación en 2013 con nueva iluminación nocturna
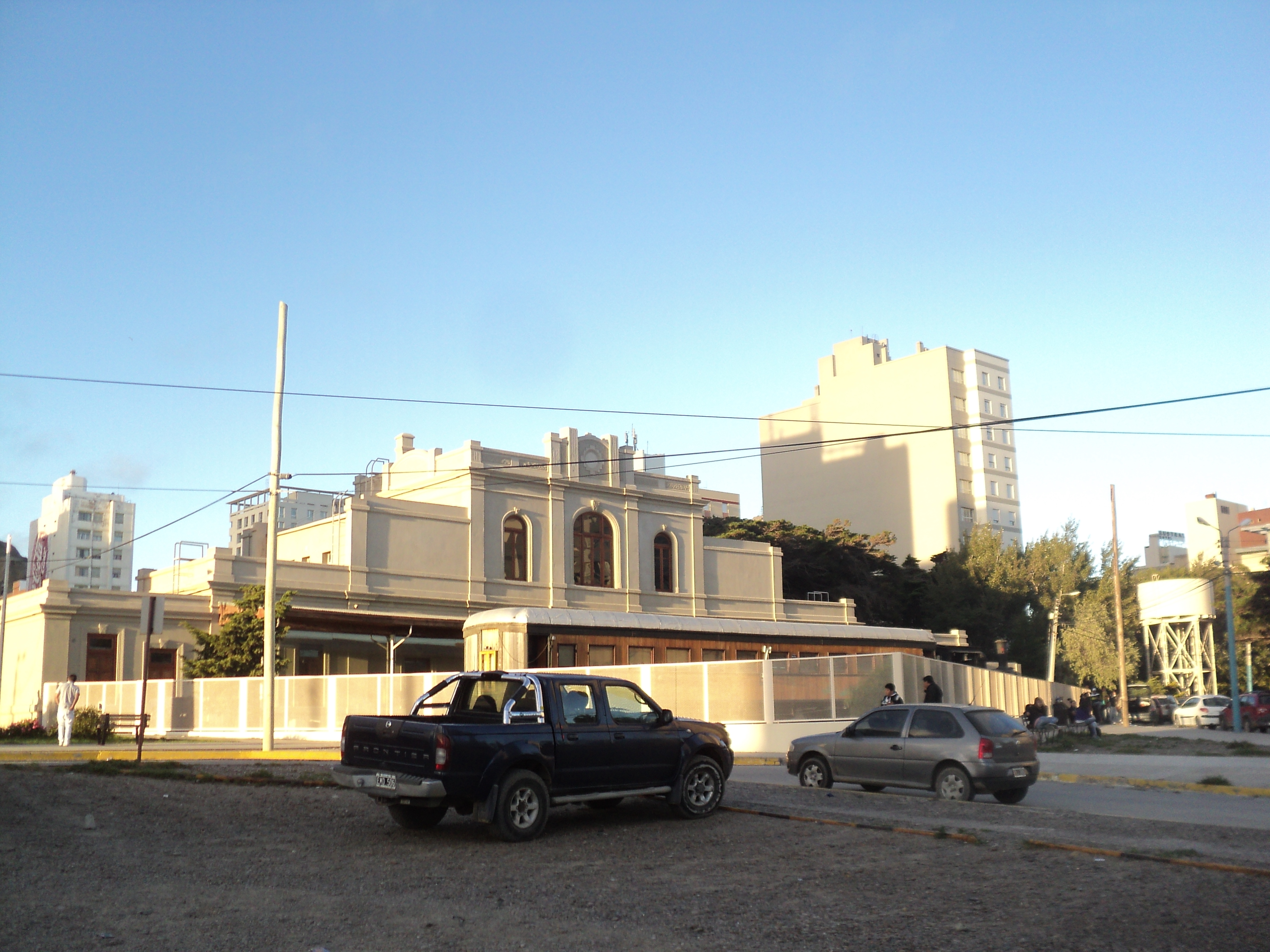
La estación tras la restauración
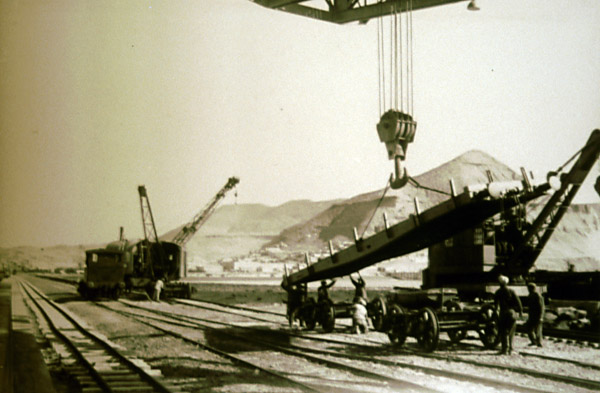
Descarga de vagones en el actual Puerto Antonio Morán
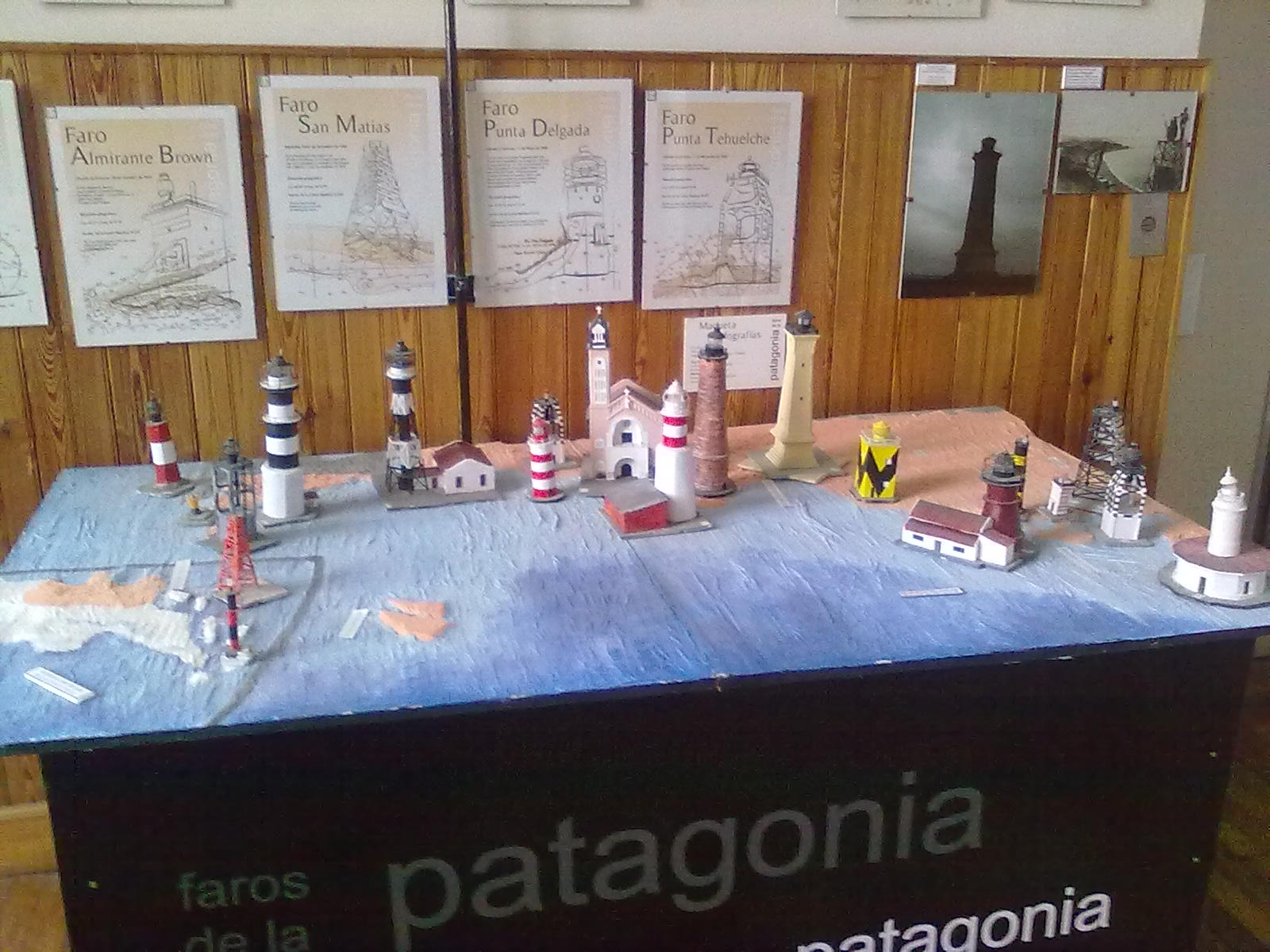
Maqueta de faros de la Patagonia en el museo Ferroporturio
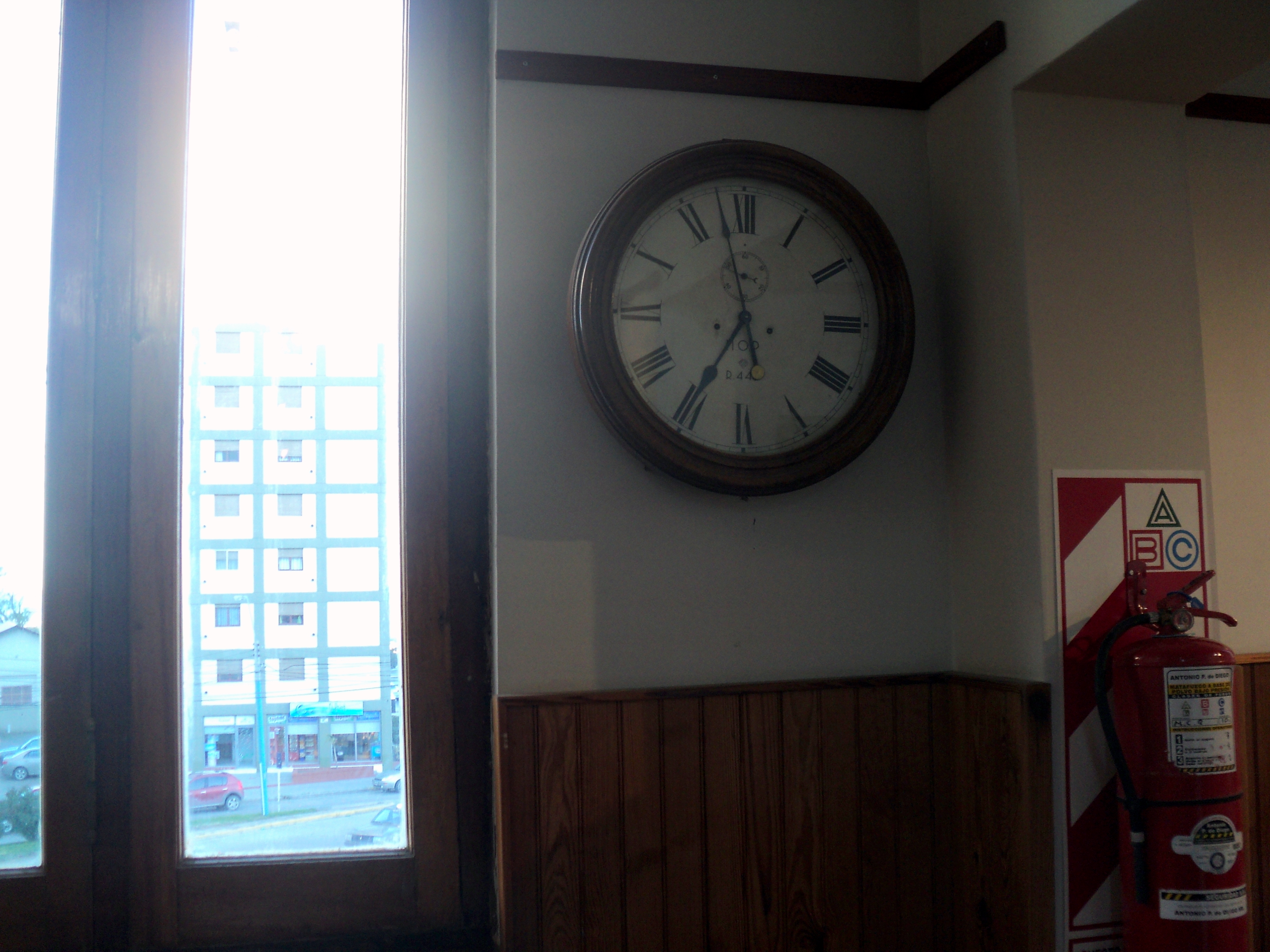
Antiguo reloj de la estación en exposición.
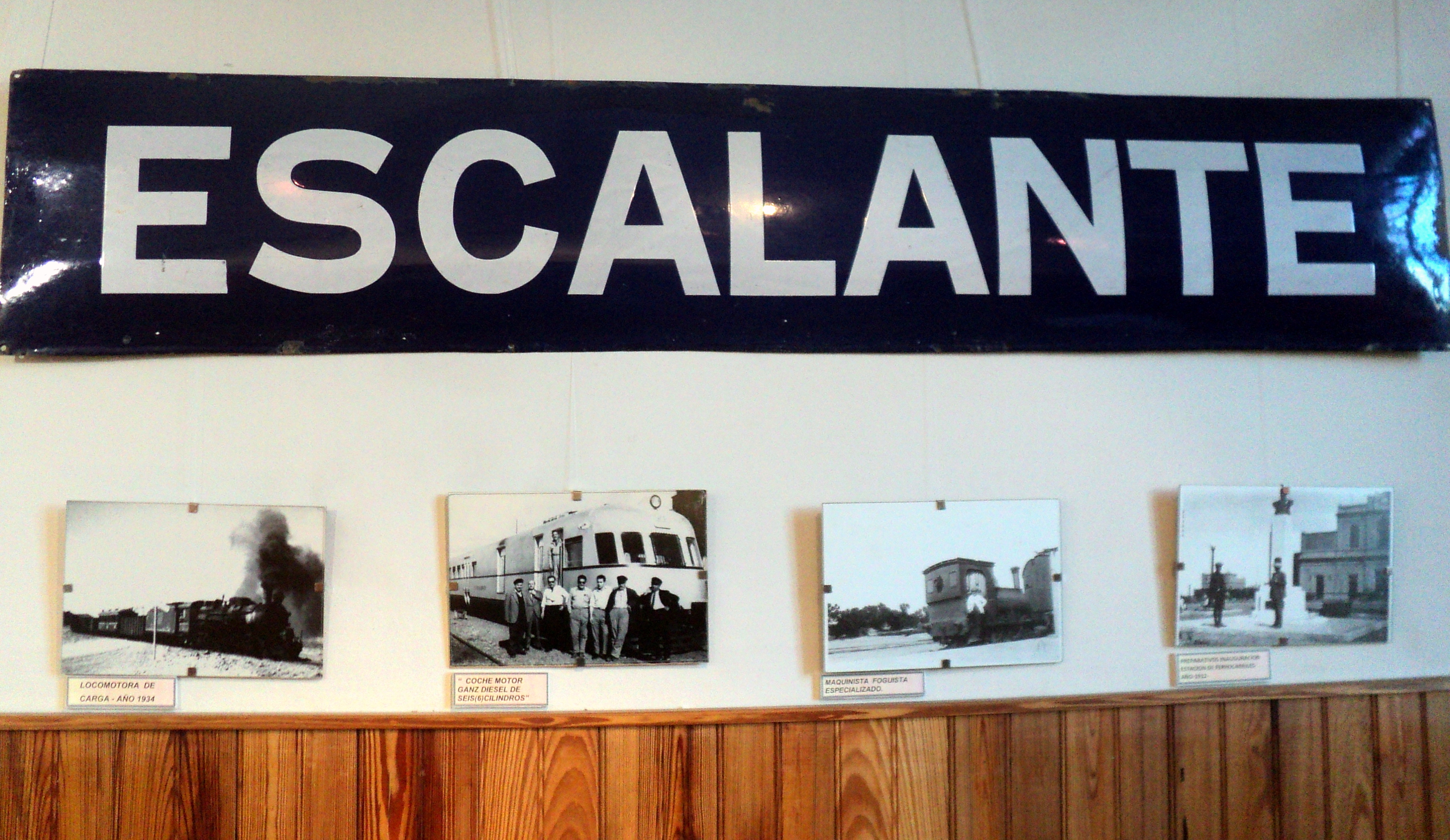
Nomenclador estación Escalante.
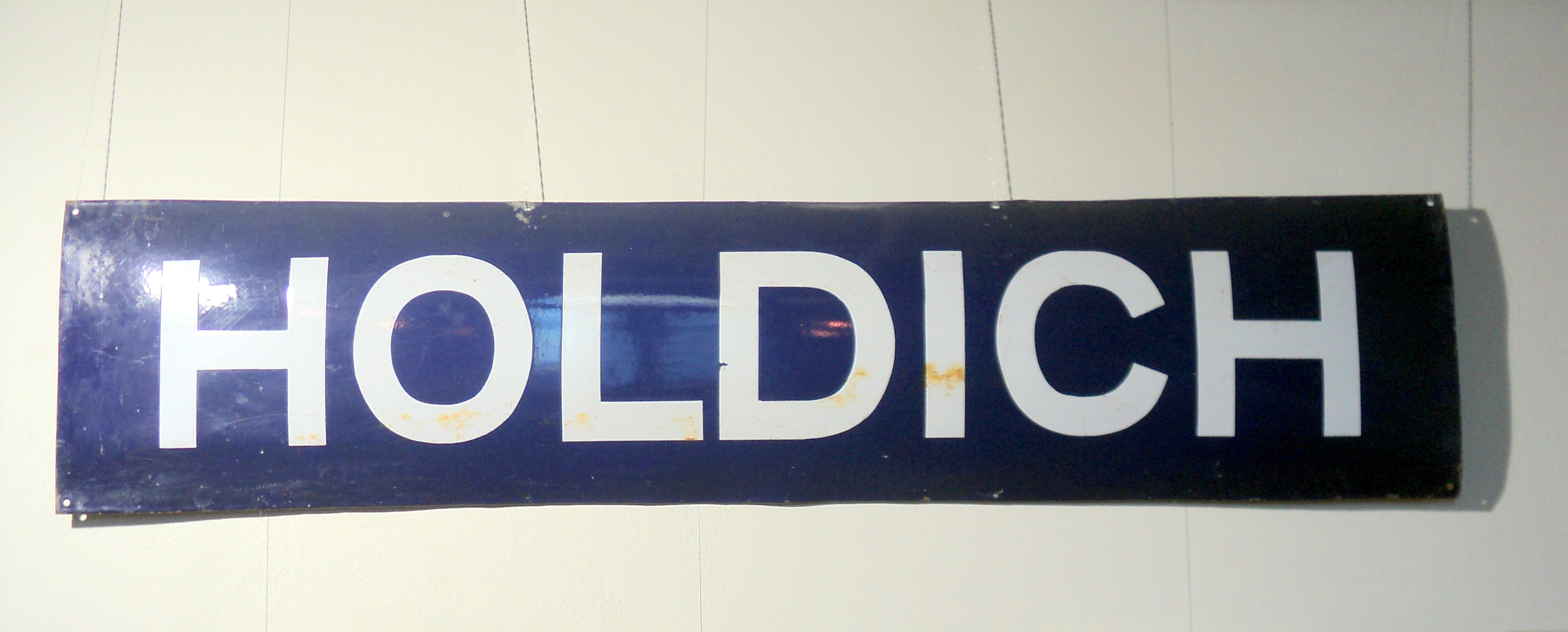
Cartel nomenclador de la estación Holdich
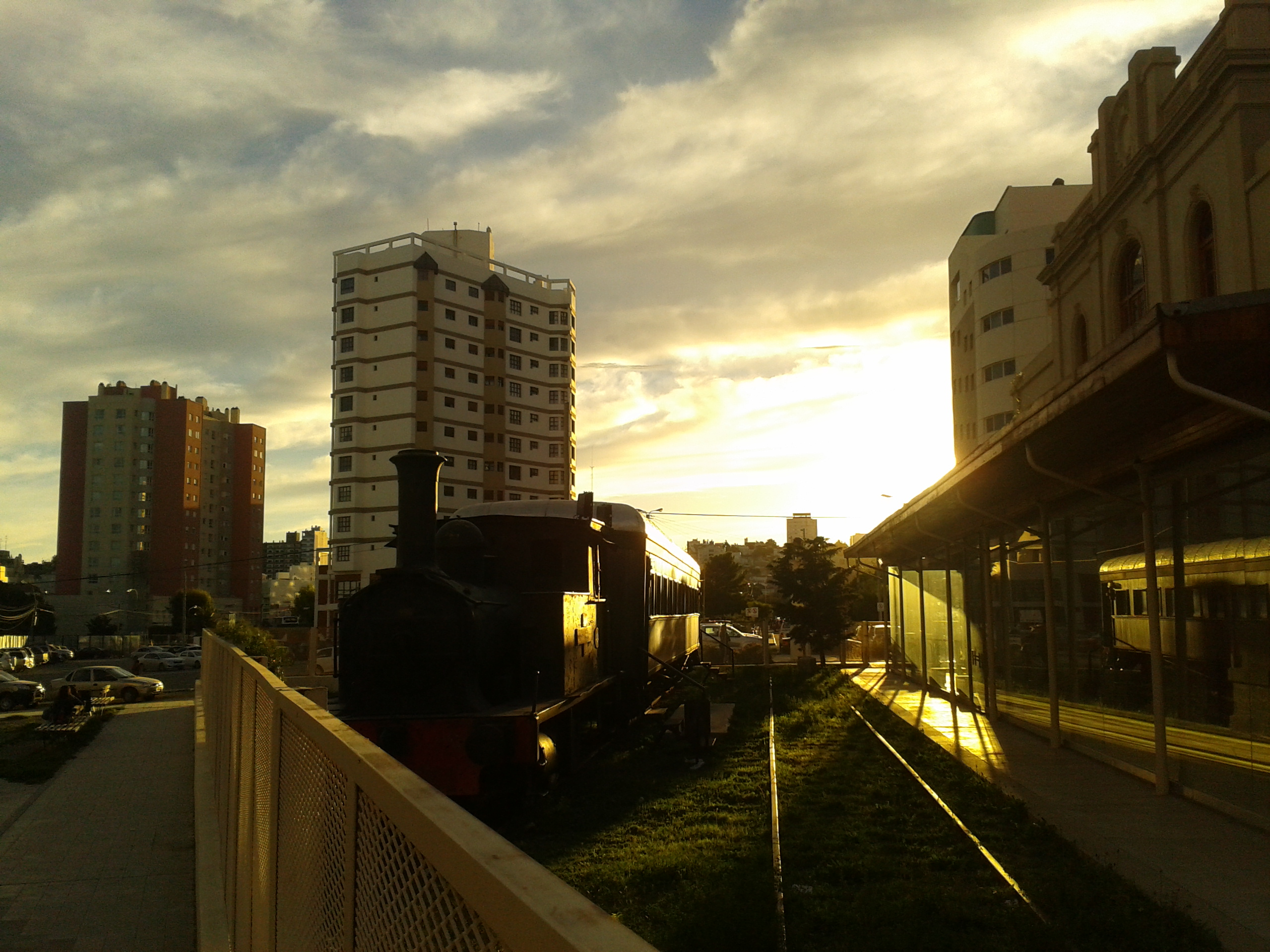
Último tren preservado en el museo Ferropuertario con un coche de pasajeros. Hoy en un entorno altamente urbano
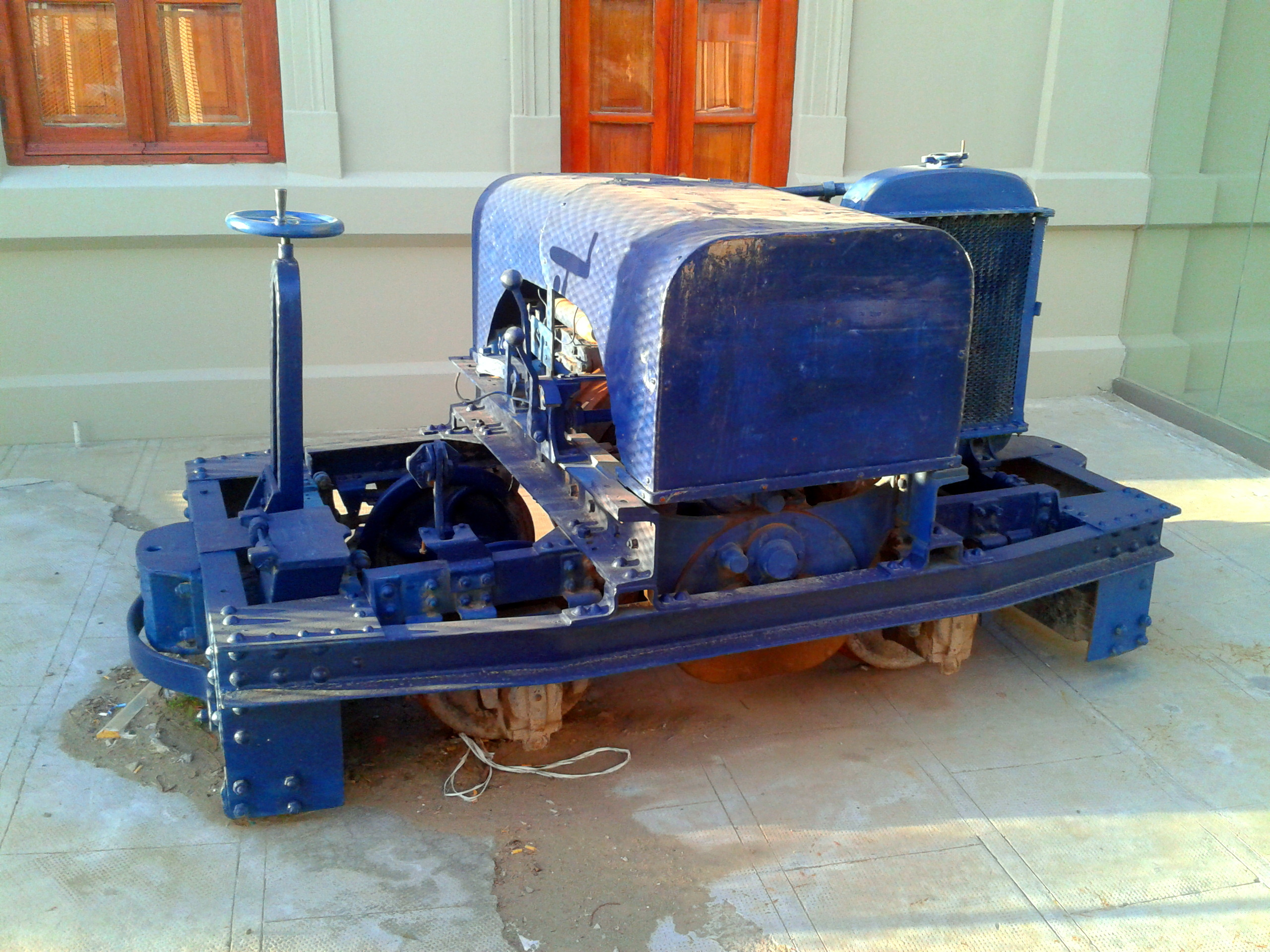
Zorra ferroviaria en el museo Ferroportuario, usada en el mantenimiento general del ferrocarril
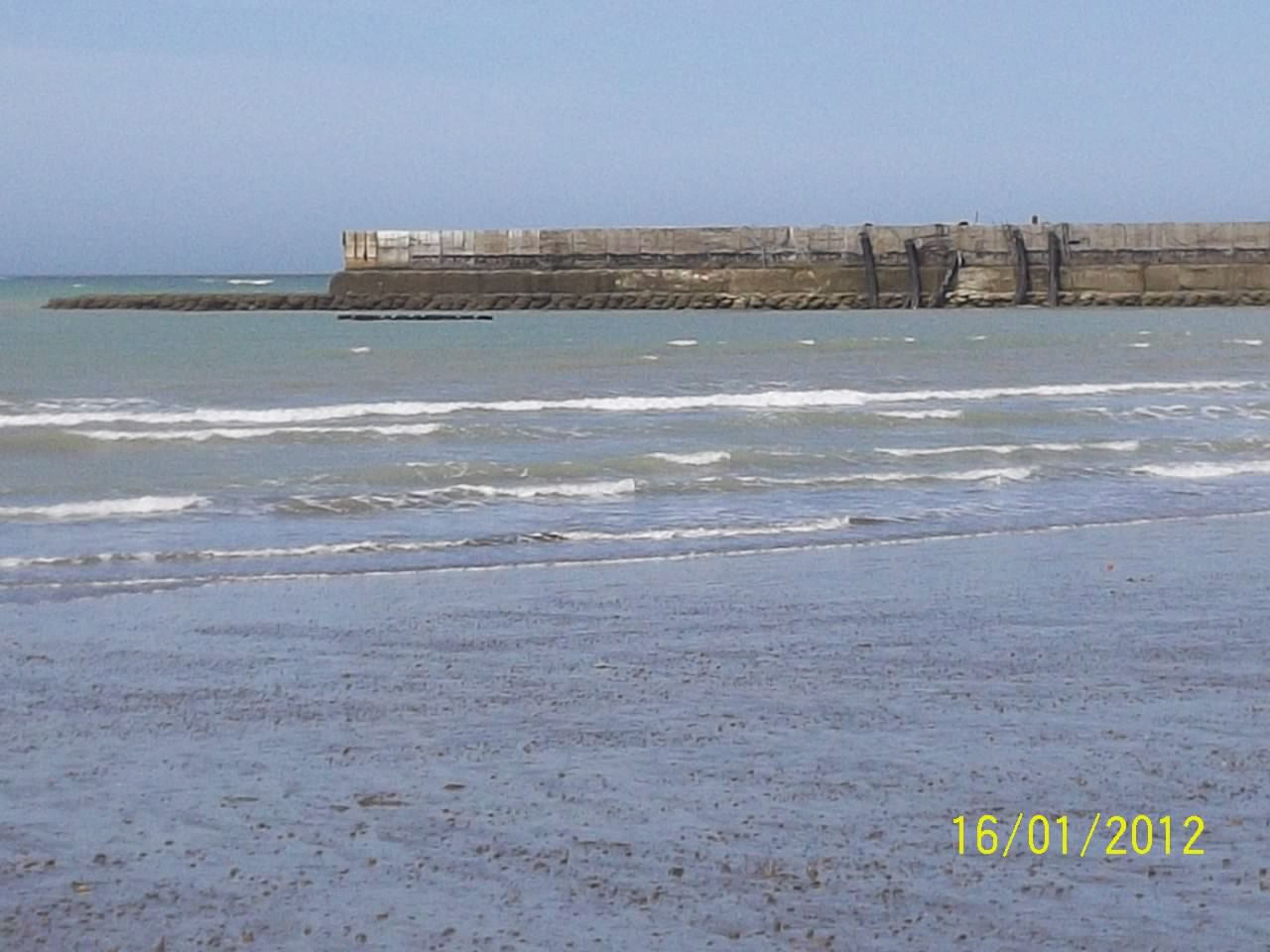
Vista del sector norte del puerto.